# ことばと新人賞
ことばと新人賞（ことばとしんじんしょう）は、書肆侃侃房が主催する公募新人文学賞。受賞作は同社が発行する文学ムック『ことばと』に掲載される。

## 概要
2020年、文学ムック『ことばと』の創刊に伴って募集を開始する。編集長佐々木敦および『ことばと』編集部が選考にあたり、第1回受賞作（佳作）が『ことばと』vol.2に掲載された。
第4回でリニューアルされ、応募原稿の上限枚数が100枚から200枚に増えた他、受賞作は『ことばと』掲載に加えて単行本化されるようになった。

## 受賞作一覧
| 回（発表年月）     | 応募総数 | 賞   | 著者       | 受賞作                               | 単行本初刊 |
| ------------------ | -------- | ---- | ---------- | ------------------------------------ | ---------- |
| 第1回（2020年9月） | 394編    | 佳作 | 金名サメリ | 「道ジュネー」                       |            |
| 第1回（2020年9月） | 394編    | 佳作 | 永井太郎   | 「残って拡散する響き」               |            |
| 第2回（2021年3月） | 314編    | 受賞 | 大沼恵太   | 「ゾロアスターの子宮」               |            |
| 第2回（2021年3月） | 314編    | 受賞 | 山縣太一   | 「体操させ、られ。してやられ」       |            |
| 第3回（2021年9月） |          | 受賞 | 笛宮ヱリ子 | 「だ」                               |            |
| 第4回（2022年9月） | 318編    | 受賞 | 福田節郎   | 「銭湯」                             | 2023年5月  |
| 第4回（2022年9月） | 318編    | 佳作 | 井口可奈   | 「かにくはなくては」                 |            |
| 第5回（2023年8月） | 339編    | 受賞 | 池谷和浩   | 「フルトラッキング・プリンセサイザ」 | 2024年5月  |
| 第5回（2023年8月） | 339編    | 佳作 | 藤野       | 「おとむらいに誘われて」             |            |
| 第6回（2024年8月） | 273編    | 佳作 | 井村日出夫 | 「教室教室」                         |            |
| 第6回（2024年8月） | 273編    | 佳作 | 福原悠介   | 「何もない部屋」                     |            |

## 選考委員
- 第1回から第3回 - 佐々木敦および『ことばと』編集部
- 第4回から - 江國香織、滝口悠生、豊﨑由美、山下澄人、佐々木敦